# Заболоцкая, Мария Степановна
Заболо́цкая Мари́я Степа́новна (12 октября 1887, Санкт-Петербург — 17 декабря 1976, Планёрское) — медицинский работник, экскурсовод, музейный работник, писатель-беллетрист. Вторая жена поэта Максимилиана Волошина (официально с 1927 года; вдова с 1932 года).

## Биография
Отец — Стефан Якубович Заболоцкий, поляк по национальности, квалифицированный рабочий-слесарь. Мать — Параскева Антоновна (урожд. Антонюк) — из семьи латгальских староверов. Отношения с родственниками матери были крайне натянутыми из-за её брака с чужим им по вере человеком.
Вскоре после рождения дочери родители переехали в Режицу (нынешнее Резекне). В воспоминаниях, написанных Заболоцкой в зрелом возрасте, упомянут дедовский дом на горе, его мастерская, «со свежими стружками, запахом лаков и скипидара. Внизу пожня, река, вдали железнодорожный мост, за ним лес, куда мы ходили за грибами… Сколько там было солнца, радости, запахов». Дед, токарь Антон Антонюк, был образованным человеком, знал пять языков, много читал.
В 1895 году отец умер от туберкулеза. Детство Марии стало трудным и тяжёлым. Мать её из милости была пущена своими родственниками в Петербурге жить «в углах». Старший брат Марии — Степан ушёл в беспризорники, жизнь его не сложилась, он сидел в тюрьме, погиб в 1919 году.
Мать изнуряла себя работой прачки, тяжело болела (туберкулез), ей трудно давалась жизнь. В возрасте 12 лет Мария совершила попытку суицида, отравившись ядом (сулема), который тайно крала у знакомой матери женщины-врача, поскольку решила, что если она отравится, то матери одной будет легче прожить. К счастью, отравление вовремя обнаружили и спасли Марию в больнице. Сведения об этом случае попали в газеты. Несколько состоятельных семей изъявили желание взять её на воспитание. С 1899 года Мария жила у сестёр Лебедевых. Среди принявших участие в её судьбе была жена брата известного художника Николая Ярошенко — Елизавета. Мария получила возможность летом отдыхать в калужском имении Ярошенко — Степановском.

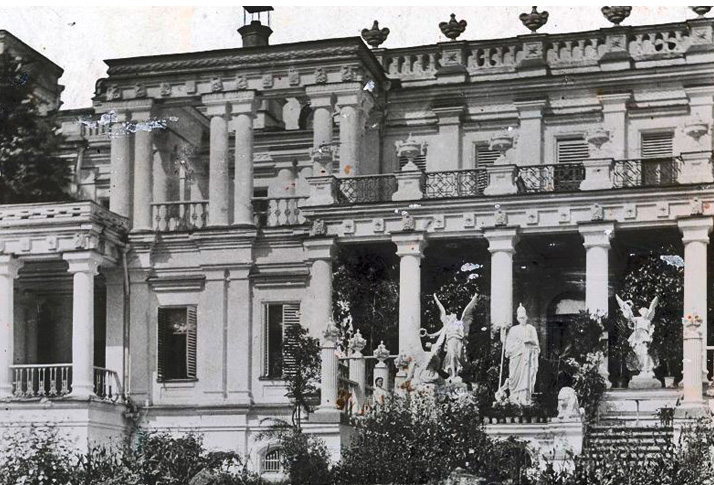
Усадьба Степановское в начале XX века

Похоже, что именно эти годы привили ей серьёзный и, увы, односторонний взгляд на живопись.
— Воспоминания Всеволода Рождественского 
В Степановском познакомилась с А. П. Чеховым, М. Горьким, И. В. Цветаевым, артистами МХТа, В. Ф. Комиссаржевской.
В 1900 году поступила во 2-й класс Петербургской гимназии М. Н. Стоюниной, которая, узнав из газет об этой девочке, подготовила её к поступлению в гимназию.
В гимназии отличалась ярко выраженным характером и самостоятельностью своих мнений (эти черты характера сохранила на всю жизнь). С осени 1902 года жила в пансионе Е. И. Шмидт.
В январе 1905 года для укрепления здоровья был отправлена в Ялту, где жила и училась. Через некоторое время оттуда пришло письмо, что Заболотская скончалась. Была отслужена панихида, но вскоре выяснилось, что эти сведения неверны. Такое событие сочли добрым знаком (распространено мнение, что если отслужить панихиду по живому человеку, не зная, что он жив, то ему обеспечено долголетие).
В 1905 году переехала в Одессу, поступила в 6-й класс гимназии С. А. фон Гирш-Брамм. В августе 1905 года умерла мать, П. А. Заболотская.
В июле 1906 году окончила гимназию с серебряной медалью. В 1907—1908 годах вновь училась в гимназии Стоюниной (8-й дополнительный класс), получила диплом домашней наставницы. В 1909 году поступила на Бестужевские курсы. В 1910 году ходила на лекции И. П. Павлова в психоневрологическом институте, затем окончила отделение Повивального института, работала акушеркой. С началом Первой мировой войны оставила медицинский институт и ушла в армию помощником лекаря. С осени 1915 года работала в Петроградской Ссудной кассе.
После революции переехала в Ейск, куда была эвакуирована Ссудная касса, оттуда — в Старый Крым.
В 1919 году Заболоцкая получила место заведующей амбулатории в селе Дальние Камыши под Феодосией (ныне — Приморский). Осенью произошла первая её встреча с М. Волошиным. Волошин находился на лечении в Феодосии с 17 октября 1921 года. 23 декабря 1921 года на вечере медиков в Феодосии М. С. Заболоцкая слушала чтение стихов М. Волошина. В декабре состоялся её разговор с ним, шедшим из санатория на костылях.
Первое упоминание М. Волошина о Заболоцкой имеется в его письме к матери, Елене Оттобальдовне, от 20 февраля 1922: «Только что у меня была одна знакомая фельдшерица из Бол. Камышей, Мария Степановна Заболоцкая». В 1923 году он писал: «К великому моему счастью, я все-таки остался не один: ко мне приходит из Феодосии и помогает Мария Степановна Заболоцкая… Это ученица и воспитанница Н. К. Михайловского. Мы с ней дружны давно, а с мамой она очень подружилась, навещая её во время моего отсутствия летом. Без неё не знаю, что бы я стал делать…»

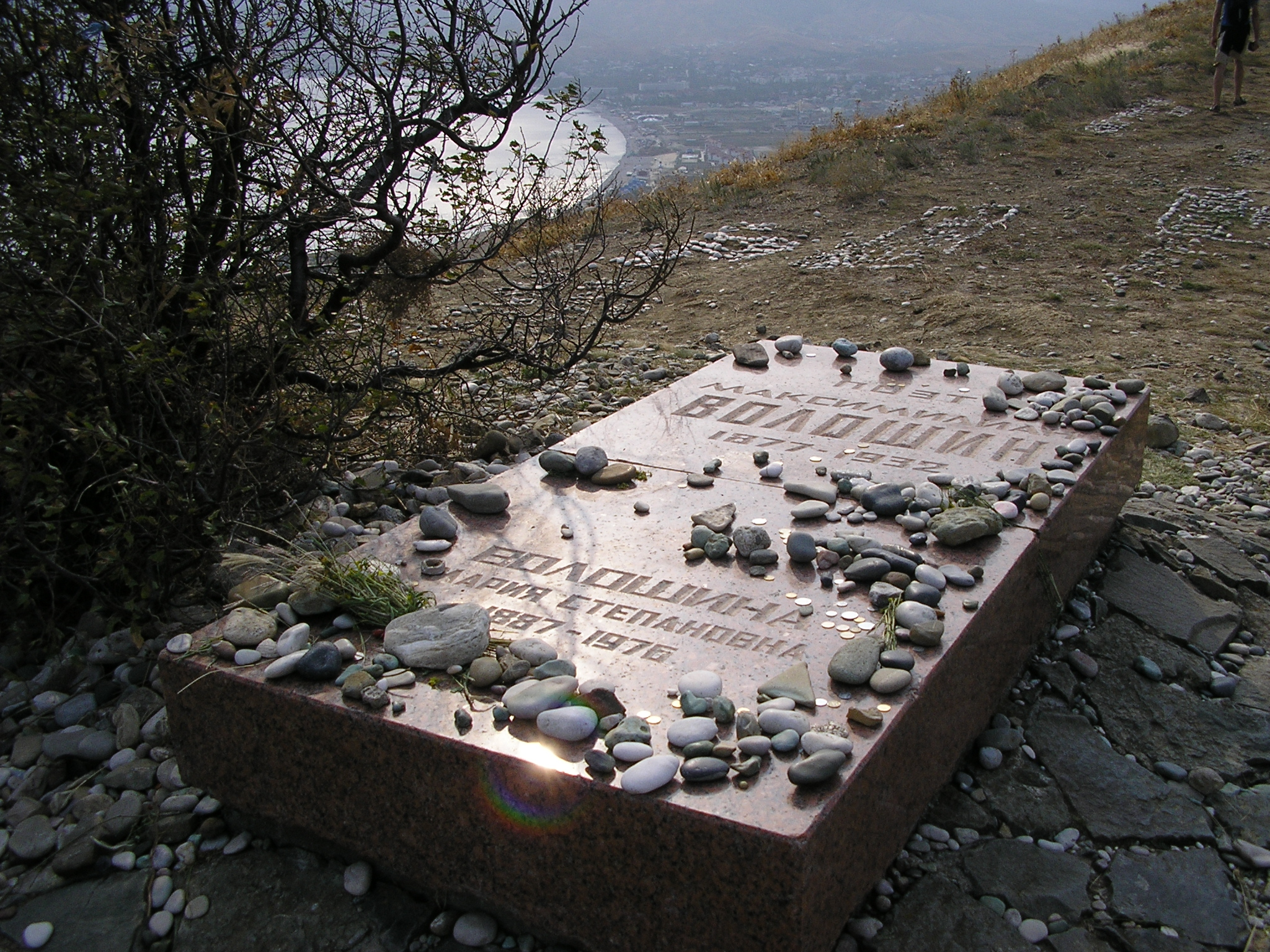
Могила Максимилиана и Марии Волошиных в Коктебеле

В 1934 году ей была назначена пенсия республиканского значения.
Вместе с домом и архивом Мария Степановна пережила немецкую оккупацию Коктебеля (3.11.1941—13.04.1944), сумев сохранить от разграбления и уничтожения наследие М. А. Волошина. Рискуя жизнью, отстаивала «каждую доску и тряпку — ни в чём не уступала». Дом стоял один на берегу, обшарпанный, без стёкол, расшатанный, с текущей крышей, с потрескавшимися стенами. Он подпрыгивал в буквальном смысле слова от выстрелов из пушек всех калибров, от разрывов снарядов, мин, бомб, почти 2,5 года и выстоял.
15 февраля 1944 года в Симферопольской больнице перенесла операцию иссечения опухоли (возможно, раковой) желудка и пищевода.
В 1945 году утверждена в должности хранителя музея (но в 1950 году эта должность была ликвидирована). 25 декабря 1961 года в дом-музей в первый раз пришёл В. П. Купченко, ставший на многие годы помощником М. С. Волошиной по работе в Доме поэта.
15 декабря 1976 года потеряла сознание, врач констатировал отёк мозга. Скончалась, не приходя в сознание, 17 декабря 1976 года. 20 декабря 1976 года похоронена на горе Кучук-Енишар рядом с М. Волошиным. Среди провожавших её в последний путь — М. Н. Изергина, В. П. Купченко, Екатерина Никитична Толстая, С. В. Цигаль, Мирэль Яковлевна Шагинян.
Волошин посвятил М. С. Заболоцкой стихотворение «Заклинание (Марусе)» (1929).
Её почитал и дружил с ней с начала 50-х семьёй И. А. Ефремов.